# 소뇌다리
소뇌다리(小腦다리,Cerebellar peduncles)는 숨뇌, 다리뇌, 중간뇌와 소뇌를 각각 연결하는 신경 섬유 다발이다.  중간뇌에서 대뇌 섬유 다리(crus cerebri)의 뒤 가쪽 면에 있는 얇은 신경 세포 무리인 소뇌다리핵(小腦다리核)이 위치한다.

## 같이 보기
- 망상체